# Adam Piliński

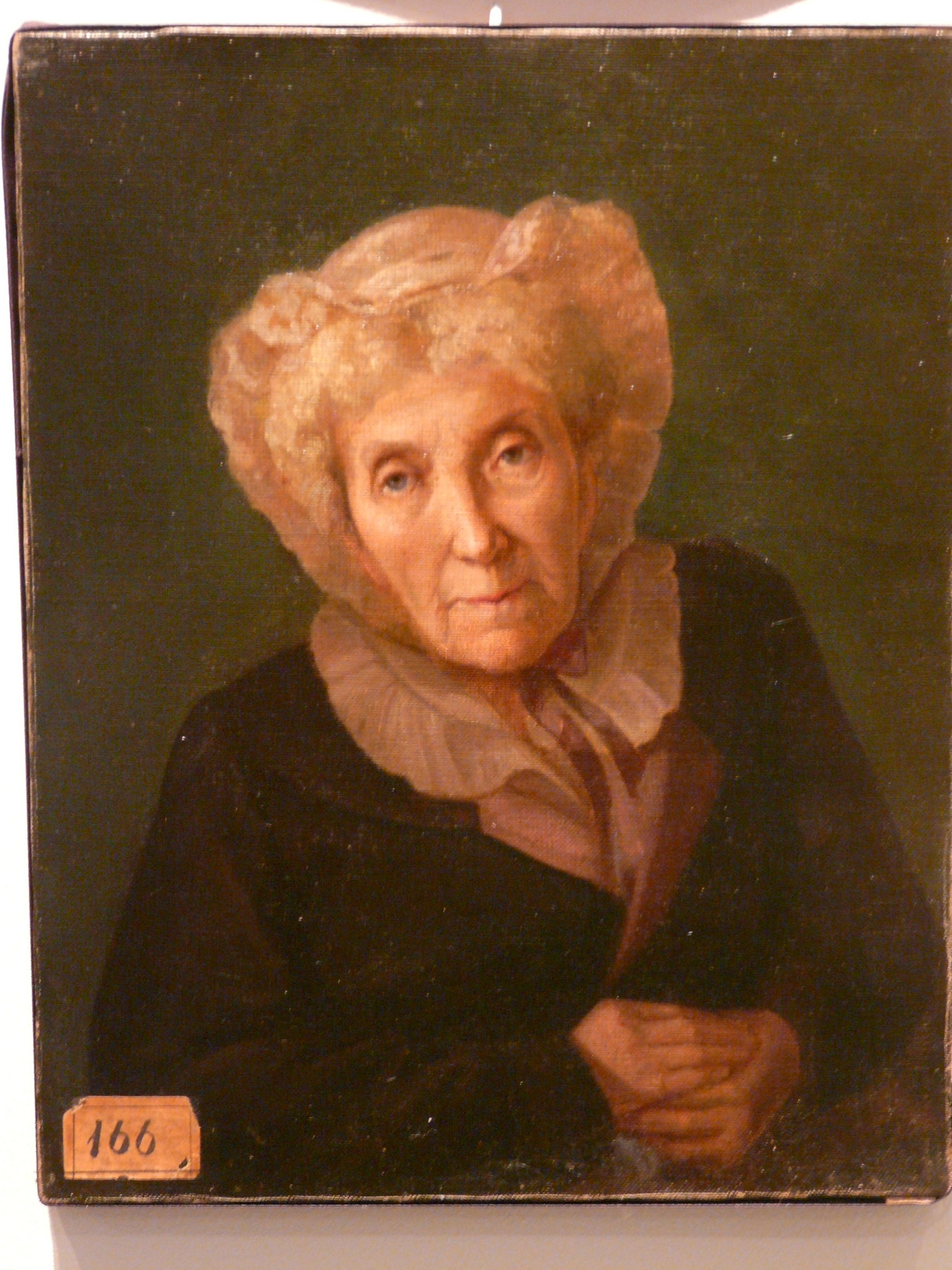
Portret Izabeli z Flemmingów Czartoryskiej

Adam Józef Piliński (ur. 22 listopada 1810 w Maciejowicach, zm. 23 stycznia 1887 w Paryżu) – polski grafik, paleograf, litograf, rytownik, rekonstruktor starodruków, działacz emigracyjny we Francji okresu zaborów.
Od 1828 student Wydziału Sztuk Pięknych Uniwersytetu Warszawskiego. Uczestnik Powstania Listopadowego. Po upadku powstania 13 lipca 1832 otrzymał w Dreźnie paszport do Francji. Na emigracji we Francji prowadził własny zakład litografaficzny (w Clermont-Ferrand i Paryżu). Wynalazca homografii (techniki rekonstruowania zabytków piśmienniczych przez wykonywanie faksymiliów z rycin, rękopisów i starodruków). Autor projektu banknotów monety narodowej polskiej okresu powstania styczniowego. Pochowany na cmentarzu Montparnasse.